# Браян Баєє
Браян Хефте Баєє (фр. Brian Jephte Bayeye, нар. 30 червня 2000, Париж, Франція) — конголезький футболіст, захисник італійського клубу «Торіно» та національної збірної ДР Конго.
На правах оренди грає в італійському клубі «Асколі».

## Ігрова кар'єра

### Клубна
Браян Баєє є вихованцем футбольної школи французького клубу «Труа». Але провів лише дві гри у дублюючому складі команди і в 2019 році відбув до Італії, де приєднався до клубу Серії С «Катандзаро». Другу половину сезону 2020/21 футболіст провів в оренді в іншому клубі Серії С «Карпі».
Влітку 2022 року Баєє перейшов до клубу «Торіно» і 6 серпня 2022 року футболіст дебютував на професійному рівні у Серії А. Та в подальшому захисник не зумів закріпитися в основ, провівши лише два матчі і наступний сезон почав у клубі Серії В «Асколі», куди відправився на правах оренди.

### Збірна
У жовтні 2023 року Браян Баєє дебютував у складі національної збірної ДР Конго.
У січні 2024 року Баєє був в заявці збірної на участь у Кубку африканських націй в Кот-д'Івуарі.